# FPS arena

Due giocatori si affrontano in un arena shooter: lo scontro procede ad alta velocità, dove il giocatore di sinistra evita i colpi e riesce a eliminare il giocatore di destra in cima alle scale. È possibile notare la particolare struttura intricata del livello, e le risorse recuperabili in giro per il campo da gioco che fluttuano a mezz'aria

FPS arena (o arena shooter) è un particolare sottogenere di videogiochi, nato in seguito all'emersione e al successo degli sparatutto in prima persona (FPS) nei primi anni 1990. Genere noto per richiedere una distintiva abilità e notevole curva di apprendimento, conobbe il suo periodo di massima espansione, e seguito da parte degli appassionati, fino alla prima metà degli anni 2000. 
Con l'arrivo di sparatutto in prima persona di nuova concezione, nascita di nuove mode e allargamento del bacino di utenza videoludico – con conseguente casualizzazione del settore – il genere ha poi conosciuto un lento e inesorabile declino.

## Funzionamento e caratteristiche
Rispetto a un comune sparatutto in prima persona, gli FPS arena  puntano ad una esperienza di gioco fondata sull'individualismo, ma che si catalizza quasi sempre, e solo, nella modalità multigiocatore. Generalmente i livelli di gioco sono costruiti e progettati con un aspetto che ricorda quello di una arena – da cui deriva il nome del genere – o di un anfiteatro, altre volte di un labirinto. Tali livelli possono avere larghi o stretti corridoi, scorciatoie nascoste, ampi spazi e piazzali, sviluppandosi anche in verticalità con più piani e dispositivi per prolungamento dei salti. 
I giocatori si affrontano solitamente in modalità deathmatch iniziando con un'arma base, tutti con gli stessi punti ferita di partenza e in situazione di perfetto equilibrio. Lo scontro diventa dinamico nel momento in cui più armi possono essere raccolte sul campo da gioco, comprese le munizioni e kit di pronto soccorso per recuperare salute, o la corazza per resistere meglio ai danni; queste risorse hanno un tempo di respawn predefinito che le rende nuovamente disponibili. Normalmente la velocità nell'esecutivo è molto rapida, sia nel fuoco sostenuto che nel movimento dei personaggi – e del giocatore. Trattandosi di uno sparatutto, la capacità con la mira necessita di essere piuttosto allenata e precisa, pena il restare travolti dalle capacità degli avversari. A questo spesso si aggiunge il dover avere molta consapevolezza dello spazio in cui ci si muove, il conoscere il campo da gioco al meglio e il ricordare e calcolare il quando e il dove un oggetto sarà disponibile al recupero. Ogni giocatore ha un punteggio diviso in frags (uccisioni) e deaths (morti per mano di altri giocatori); generalmente il miglior rapporto tra i due elementi e il maggior numero di frags stanno ad indicare il vincitore della partita.
Essendo un genere che fa dell'equità di partenza il proprio cardine, il giocatore che trionfa su tutti gli altri avversari è quindi il vincitore, laddove inevitabilmente ha saputo essere superiore agli altri che sono partiti in condizioni a lui uguali. Esistono molte tecniche sviluppate dai professionisti di questo genere quali il bunny hopping o il rocket jump, volte a sfruttare le proprietà del motore fisico di gioco per elaborare tattiche efficaci. Solitamente, oltre alla classica modalità deathmatch, esistono anche modalità come deathmatch a squadre o rubabandiera.

## Storia

### Inizi
Il sottogenere FPS arena nasce in realtà quasi contemporaneamente agli sparatutto in prima persona. Già in Doom lo spostamento laterale veloce e la necessità di movimento e schivata dei colpi nemici (tattica detta strafe), erano una componente essenziale del gioco, sia nella modalità giocatore singolo che nella arcaica modalità multigiocatore; la base di partenza per i giocatori era perciò solida, sulla quale poi si sarebbe costruito il fenomeno degli arena. Ciò che però mancava nei primi sparatutto, causa la loro tecnologia basata su motori grafici 2.5D, era la capacità di spostare la visuale sull'asse Y del sistema di riferimento cartesiano: non era possibile muovere la visuale da sopra a sotto, ma solo da destra a sinistra o viceversa.

### 1996 – 2005: Quake, la nascita degli sport elettronici e l'età dell'oro

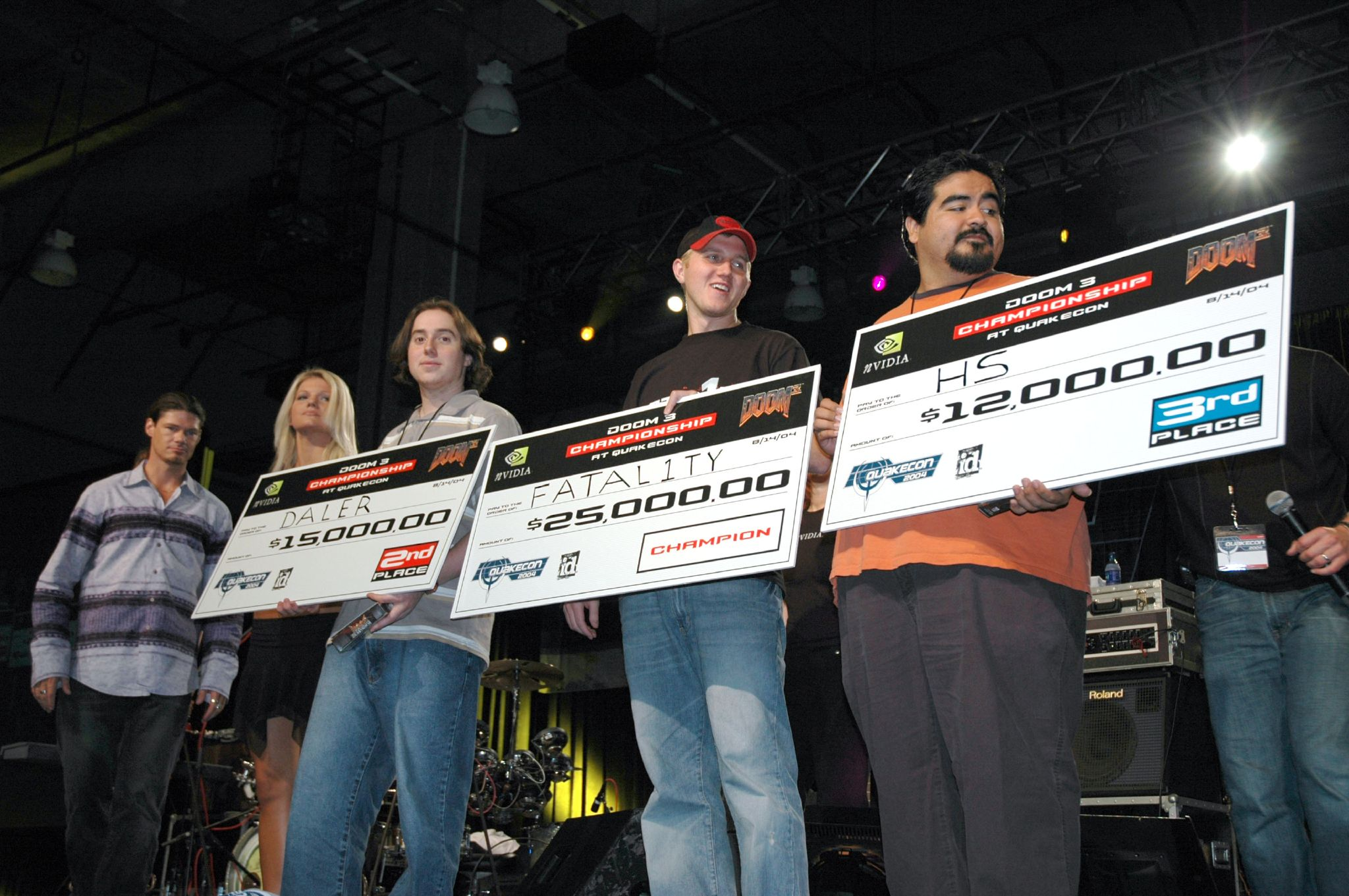
Podio del QuakeCon 2004, torneo di Doom 3

Durante la seconda metà degli anni 1990 la computer grafica 3D si trovava in costante ascesa. Grazie alla maturità raggiunta dalle nuove schede grafiche, in particolare la 3dfx Voodoo 1, simbolo di quel tempo, John Carmack, di id Software, concepì il Quake engine, motore grafico del nuovo sparatutto id, ovvero Quake, il primo vero arena della storia dei videogiochi. Il balzo tecnologico in avanti fu straordinario, la visuale poteva essere puntata liberamente e per la prima volta ambienti e personaggi nei mondi erano dotati di vera solidità e mesh poligonale; il lovecraftiano Quake generò un nuovo seguito di appassionati e grazie alle caratteristiche del suo gameplay, figlio evoluto di quello di Doom, sancì l'esplosione degli sport elettronici (e-sports), ovvero enormi LAN party multigiocatore dove i videogiocatori potevano sfidarsi ed affinare le proprie abilità in deathmatch, trionfando sugli altri avversari. Esordirono quindi le prime competizioni professionali quali il QuakeCon, con premi in palio per il podio.
La parola "deathmatch" (lett. "partita della morte") venne coniata proprio da John Romero di id Software per definire il tipo di partita che gli FPS arena stavano a rappresentare. Già prima della casualizzazione del settore, comunque, gli arena non erano giochi per tutti, dato che i giocatori necessitavano di abilità più che discrete per riuscire nel soverchiare gli avversari più abili.
Il fenomeno degli arena come giochi di abilità era ormai decollato, e altri titoli si sarebbero accodati a quel filone. Tra questi i famigerati Quake III Arena ed Unreal Tournament, pubblicati nel 1999, che dominarono buona parte delle competizioni di fine anni 1990, ed ampiamente riconosciuti non solo come prodigiosi esemplari di computer grafica 3D e progettazione videoludica, ma anche come alcuni tra i titoli migliori del loro genere e della storia dei videogiochi. Quake III è noto per essere rimasto sulla cresta dell'onda quasi un intero decennio, mentre Epic Games sviluppò e pubblicò i tanto apprezzati Unreal Tournament 2003 e Unreal Tournament 2004. Importante fu anche l'ingresso nella scena arena dei croati Croteam e del loro primo titolo sparatutto, Serious Sam: The First Encounter durante la prima metà degli anni 2000; lo studio People Can Fly, sviluppò invece Painkiller. id Software rispose ai rivali con Doom 3, seguito dopo quasi un decennio di Doom II: Hell on Earth, gioco controverso sul punto di vista del giocatore singolo, ma controbilanciato da una modalità multigiocatore arena piuttosto apprezzata, protagonista anche di svariati tornei al QuakeCon.

### Declino: quello che resta degliarena shooter

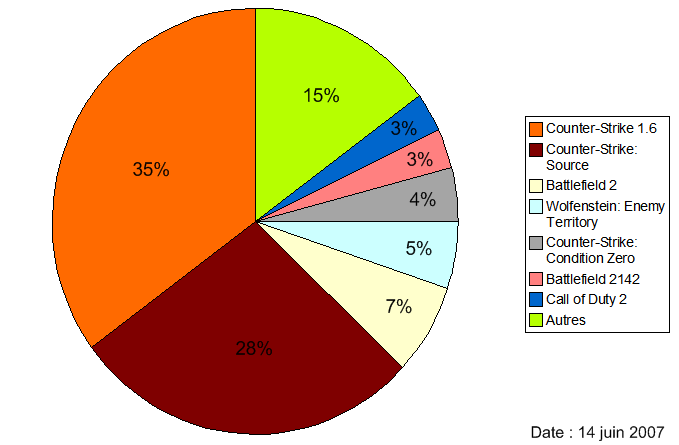
Il grafico mostra gli sparatutto più giocati su Windows al 2007: in tutte le sue versioni Counter-Strike occupa più del 65%. Nessuno sparatutto arena è presente nel grafico (Fonte: GameSpy)

Durante la seconda metà degli anni 2000, gli shooter arena hanno conosciuto un lento e implacabile declino tra i titoli mainstream, fino a ridursi in poche e concentrate comunità virtuali di appassionati. Dapprima con giochi sparatutto in prima persona, ma di concezione differente dagli arena, come Counter-Strike e Battlefield, fino ad arrivare al successo dilagante della serie Call of Duty.  Quest'ultima, caratterizzata da classi di combattimento, avanzamento di livello e utilizzo di abilità del personaggio giocante è spesso stata accusata di non premiare le vere abilità del giocatore e di aver sancito la morte degli arena, "corrompendo" i giochi più classici, che ne hanno emulato la formula per esigenza di successo commerciale. A questo dovette aggiungersi l'allargamento del bacino di utenza videoludico con conseguente casualizzazione del settore, rendendo gli arena ancor meno accessibili e sempre meno di successo.
Giochi di questo tipo, comunque, non mancarono. Epic Games pubblicò Unreal Tournament 3 supportato dall'Unreal Engine versione 3, mentre Quake III venne rielaborato come browsergame, e rinominato Quake Live. Relativamente a quest'ultimo, intorno al 2014, nacque una polemica relativa alla modifica di alcune caratteristiche arena del gioco, per fare in modo di aprirsi ad un pubblico più vasto. Wickland, un videogioco indipendente basato su Unreal Engine, fece il proprio debutto e rimase per lo più fedele alla filosofia arena, seppure non mancò di proporre uno stile unico sia nella realizzazione artistica che nel gameplay.
Manovre per tentare di resuscitare gli arena sono state messe in atto, ma hanno ricevuto opinioni piuttosto controverse, se non del tutto negative a causa della necessità di mescolare caratteristiche troppo diverse tra loro. Un esempio è stata la componente multigiocatore del reboot di Doom, acclamato per il giocatore singolo, ma criticato proprio per aver tentato di proporre uno stile arena senza riuscirvi davvero del tutto per via di alcune mancanze essenziali. Altro esperimento, sempre da parte di id Software, è invece Quake Champions che ha tentato di emulare giochi quali Overwatch, inserendo abilità predefinite e personaggi con differenti statistiche, mescolati ad uno stile frenetico e veloce, tipico degli arena.
L'arena classico più recente, sviluppato da una software house di rilievo, è il reboot di Unreal Tournament. Aperto al pubblico dal 2014, e rimasto in stato di alfa per miglioramenti, il gioco utilizza l'Unreal Engine versione 4. Il suo sviluppo è tuttavia cessato a dicembre 2018.